# Nieliniowa rozgrywka
Nieliniowa rozgrywka – cecha gry komputerowej stawiającej przed graczem wyzwania, które mogą być rozwiązane na więcej niż jeden sposób. Aby ukończyć grę nieliniową, trzeba wybierać między ścieżkami fabularnymi, podejmować różnorakie decyzje i wykonywać poboczne zadania. Autorzy takich tytułów zazwyczaj tworzą kilka zakończeń, zależnych od zachowania gracza w świecie gry. Nieliniowością cechują się gry fabularne oraz gry o otwartym świecie.

## Charakterystyka
Gra z nieliniową rozgrywką pozwala graczowi na większą swobodę niż taka sama z liniową. W grach tych, aby zakończyć grę, istnieją możliwości wyboru większej liczby dróg do zwycięstwa. Opcjonalne można rozwiązywać również zadania poboczne, będące drugorzędnymi komponentami fabuły głównej. Niektóre gry posiadają zarówno liniowe i nieliniowe elementy. Inne zaś oferują tryb piaskownicy, który pozwala graczom badać otwarte środowisko gry, niezależnie od jej głównych celów.  Charakteryzują się one wtedy tym, że nie posiadają "właściwej drogi" ich ukończenia.
Gry o nieliniowej rozgrywce zaczęły powstawać na początku lat 90 XX wieku. Charakteryzują się one również takimi cechami, które w większej mierze są istotne dla producentów tych gier, ze względu na fakt włożenia większej ilości pracy w jej produkcję:
- gry nieliniowe wymagają większej ilości treści w fabule
- silnik gry nieliniowej jest bardziej skomplikowany
- gry nieliniowe mają tendencje do posiadania większej liczby błędów, a co za tym idzie są częściej łatane
- w fabule gier nieliniowych są zawarte wątki poboczne, które mogą wpływać na całość historii, czego nie ma w grach liniowych, gdzie każde zadanie poboczne nie ma żadnego wpływu na główną rozgrywkę
- gry nieliniowe, ze względu na swoją budowę, mogą posiadać w fabule „mniejszą emocjonalność”; w grach o liniowej rozgrywce istnieje jedna droga do zakończenia gry, rozgrywka buduje u gracza określone stany emocjonalne w odpowiednich jej momentach, które mogą w ogóle nie pojawić się w rozgrywce nieliniowej
- z drugiej strony podczas gry nieliniowej gracz bardziej przywiązuje się do odgrywanej postaci, ponieważ podejmując decyzje za nią, nadaje jej cech swojego charakteru i może się z nią po części utożsamić.[potrzebny przypis]